# 中国一重集团

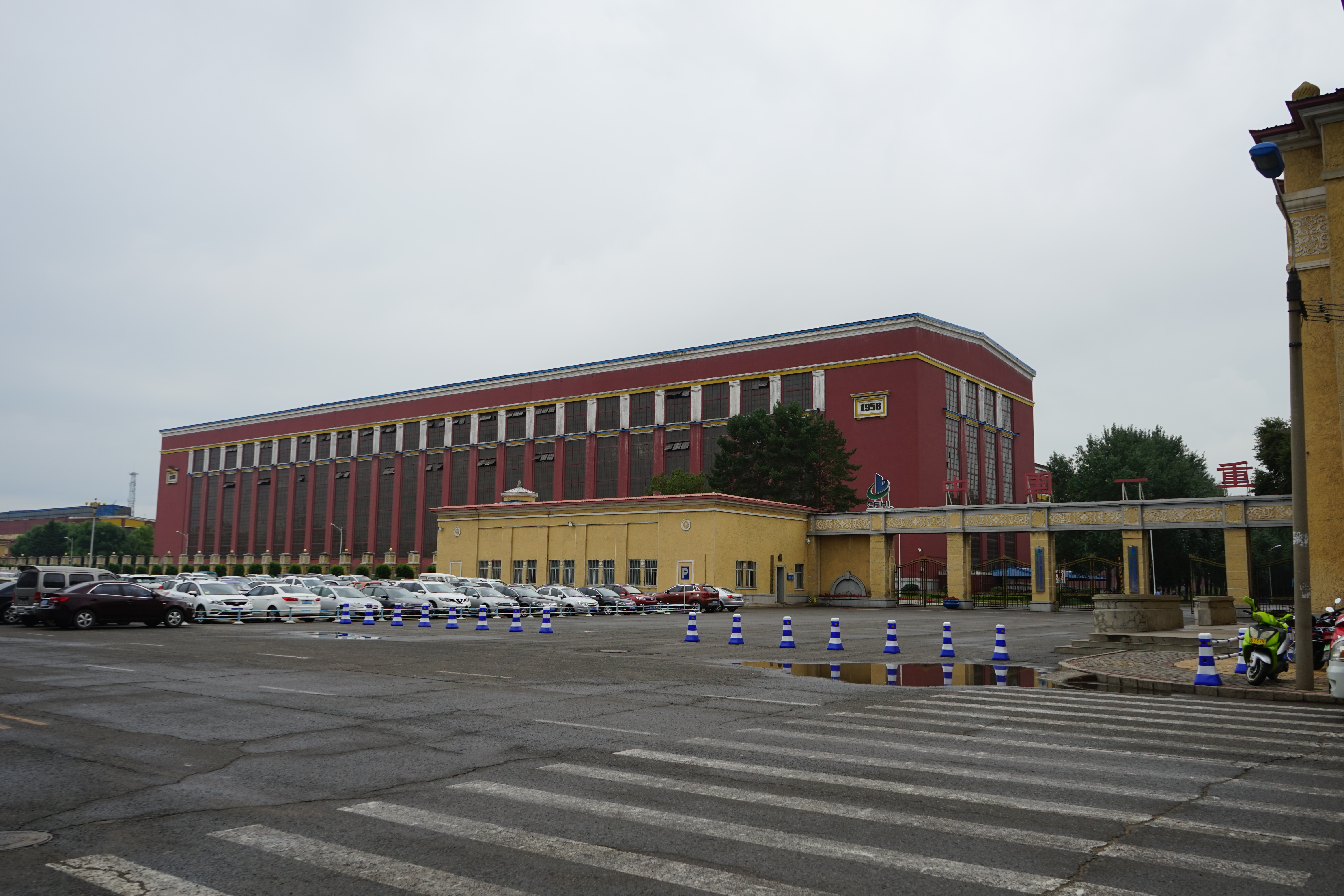
中国一重二号门

中国一重集团有限公司，是中国大型装备制造商，前身为中国第一重型机器厂，创建于1954年，是目前中央管理的涉及国家安全和国民经济命脉的53户国有重要骨干企业之一。目前是中国八大重型机械制造企业（其餘七家為沈阳重型机械厂、大连重工·起重集团、太原重机集团、洛阳矿山机械厂、上海电气集团、国机集团、西安重型机械研究所）中最大的，在军工，钢铁机械，矿山机械，核电设备，石化设备上都有很强的国际竞争力。
一重集团位于黑龙江省齐齐哈尔市，被中国第一任政府总理周恩来称为“国宝”和“共和国的长子”。目前是一家国务院国资委管理的中央企业。1990年代，更名为中国第一重型机械集团公司。2008年12月25日，中国第一重型机械集团公司将全部经营性资产作为出资，新设“中国第一重型机械股份公司”并于2010年2月9日成功实现整体上市(601106.SH)，中银国际证券有限责任公司为其独家保荐人和主承销商。
2016年5月，中国第一重型机械集团公司建立董事会，刘明忠任董事长、党委书记；原党委书记、副总经理赵立新到龄退休。